# 전자제품 수리 권리
전자제품 '수리권'은 소유자들이 자신의 기기를 수리할 수 있는 실질적인 수단을 제공할 제안된 입법이다. 수리는 저작권법과 특허법 아래 합법적이다. 그러나 제조사들의 수리 부품, 도구, 진단, 설명서 및 펌웨어와 같은 수리 자료 접근에 대한 제한으로 인해 소유자들과 독립 기술자들은 종종 자신의 수리를 할수 없는 경우가 많다.
미국 주 정부의 특정 권한을 강조한 제안된 입법은 공정하고 합리적인 계약('UDAP')과 비즈니스가 그들의 영토 내에서 사업을 하기 위해 특정 요구사항을 제시할 수 있는 일반 상업 법에 대해 주목했다. 또한 미국 법에 따르면 연방거래위원회(FTC)는 UDAP 위반을 제한할 수 있는 특정 권한을 가지고 있다.
전 세계적인 관심사이지만, 이 문제에 대한 주요 논쟁은 미국과 유럽 연합 내에서 집중되어 있다. 캐나다와 호주에서도 추가적인 노력이 진행 중이다.
루이스 로스만과 마르틴 포스트마가 시작한 Repair Cafe 운동과 같은 블로거, 활동가, 그리고 자원봉사단체들도 수리 권리를 적극적으로 옹호하고 있다.

## 정의
'''수리권'''은 전자제품에 대한 개념으로, 최종 사용자 및 소비자와 함께 기업들도 제조사나 기술적인 제한 없이 소유한 전자기기를 수리하거나 서비스할 수 있도록 하는 것을 의미한다. 이 개념의 아이디어는 전자제품을 수리하기 쉽고 저렴하게 만들어서 그 기기들의 수명을 연장하고 고장이나 사용되지 않는 기기로 인한 전자 폐기물을 줄이는 데에 있다.
전자기기에 대한 네 가지 요구사항이 특히 중요하다:
1. 기기는 수리가 쉽도록 건설 및 설계되어야 한다.
2. 최종 사용자와 독립 수리 제공업체는 기기를 수리하는 데 필요한 원본 스페어 파트 및 도구(소프트웨어 및 물리적 도구 모두)에 공정한 시장 조건에서 접근할 수 있어야 한다.
3. 소프트웨어 프로그래밍에 의해 수리가 방해되지 않고, 기기의 디자인에 의해 수리가 가능해야 한다.
4. 기기의 수리 가능성은 제조사에 의해 명확하게 전달되어야 한다.
초기에는 자동차 소비자 보호 기관과 자동차 판매 후 서비스 산업이 큰 역할을 하였지만, 이후에는 스마트폰과 컴퓨터와 같은 소비자 전자제품이 보급되면서차량 뿐만 아니라 모든 종류의 전자 제품에 대한 수리권 설정 논의가 확산되었다. 이로 인해 고장난 전자제품과 사용되지 않는 전자제품이 가장 빠르게증가하는 폐기물 스트림이 되었다. 현재 서양 세계의 반 이상의 인구가 가정에 사용되지 않는 또는 고장난 전자제품을 보유하고 있으나 경제적인 수리가어려워 다시 시장에 도입되지 못하고 있는 것으로 추정된다.
수리권 운동은 이러한 문제들을 해결하기 위해 제조사들에게 스페어 파트 및 수리 도구에 공정한 시장 가격으로 접근을 허용하고, 쉬운 수리가 가능하도록 기기를 디자인하도록 법률을 제안하여 수리를 권장하는 것을 목표로 하고 있다.

## 독립 수리를 어렵게 만드는 요인

### 제품 디자인
수리권 옹호자들은 현대 전자기기가 부품이 접착되거나 제거하기 어려운 방식으로 부착되어 있다고 주장한다. 그러나, 이러한 디자인의 동기는 항상 명확하지 않다. 예를 들어, 구글 픽셀 6 Pro는 접착된 배터리를 가지고 있지만 제거를 돕는 플라스틱 탭을 포함하고 있는데, 이는 접착제가 수리를 방해하기 위한 것이 아닌 다른 목적으로 사용되었음을 시사한다.

### 파트 페어링
최근에는 제조사들 사이에서 '파트 페어링'과 같은 새로운 디바이스 잠금 방식이 점점 더 인기를 얻고 있다. 이 방식은 기기의 부품들을 일련 번호로 식별하고 다른 부품으로 교체할 수 없도록 하는 것이다. 심지어 스마트폰 디스플레이 교체와 같이 가장 흔한 수리조차도 소프트웨어에서 구현된 잠금 때문에 고장을 유발할 수 있다. 예를 들어, 애플은 iPhone 디스플레이의 교체를 점차 제한해왔는데, 제조사 인가를 받은 수리 시설에서 디스플레이를 교체하지 않으면 Face ID와 같은 보안 기능을 제거하는 등의 조치를 취했다. 이러한 트렌드는 농업 분야에서 시작되었지만, 지난 5년간 이러한 현상이 소비자 전자제품에서도 널리 확산되었다.

## 법적 규정에 따른 수리권

수리가 가능한 제품을 만들고 지속 가능한 제품의 가격을 낮추는 것은 2020-21년 유럽 투자 은행 기후 조사에서 유럽, 미국, 중국 응답자들의 폭넓은 지지를 받았다.

### 유럽 연합
2010년대에 기기 수리를 자체적으로 하는 트렌드가 동쪽에서 서유럽으로 확산되었다. 2017년 7월, 유럽 의회는 회원국들이 소비자가 자신의 전자제품을 수리할 권리를 주는 법을 제정하도록 권고하는 결정을 승인했다. 이는 2009년의 이전 에코디자인 지침의 큰 업데이트의 일부로, 제조사들에게 에너지 효율적이고 깨끗한 소비자 기기를 생산하도록 요구했다. 기기를 수리할 수 있는 능력은 이러한 권고안에서 환경에게 낭비를 줄이는 수단으로 보여졌다.
이러한 권고사항을 통해, 유럽 연합은 국가들이 이러한 권고안을 지원하고 이에 따른 법률을 제정하도록 법률 지침을 확립하기 시작했다. 첫 번째로 초점을 맞춘 영역은 냉장고와 세탁기 등의 소비자용 가전제품이었다. 이 제품들 중 일부는 기계적인 고정장치 대신 접착제를 사용하여 소비자나 수리 기술자가 비파괴적인 수리를 할 수 없도록 했다. 가전제품의 수리권 측면은 유럽의 소비자 단체와 가전 제조업체 사이에 논쟁거리가 되었는데, 제조사들은 각국정부에 영향력 있는 언어를 얻기 위해 로비를 했다. 마침내 2019년 10월, 유럽 연합은 이러한 가전제품의 제조사들에게 제조 후 10년 동안 전문 수리인에게 교체 부품을 제공할 수 있도록 하는 법률을 통과시켰다. 그러나 이 법률은 수리권과 관련된 다른 측면을 다루지 않았으며, 활동가들은 여전히 소비자의 자체 수리 능력을 제한한다고 지적했다.
유럽 연합은 '원형 경제'를 향한 지침도 가지고 있는데, 이는 재활용 및 기타 프로그램을 통해 온실가스 배출과 기타 과도한 폐기물을 줄이기 위한 것이다. 2020년에 소개된 새로운 "원형 경제 액션 플랜" 초안에는 EU 시민들의 전자제품 수리권이 포함되어 있었는데, 이로써 기기 소유자들이 전체 기기를 교체하는 것이 아니라 고장 난 부분만 교체할 수 있게 되어 전자제품 폐기물을 줄일 수 있다. 이 액션 플랜에는 휴대폰과 같은 기기에 공통 전원 포트와 같은 수리권을 돕는 추가적인 표준화도 포함되어 있었다.

### 영국
영국 정부는 2021년 7월 1일부로 시행된 수리권법을 도입했다. 이 법에 따르면, 전자 가전제품 제조사들은 소비자가 "간단하고 안전한" 수리를 위해 부품을 제공할 의무가 있으며, 세탁기의 문 힌지와 같은 간단한 수리를 위한 부품은 물론, 전문 수리점에서 필요한 더 복잡한 부품도 제공해야 한다. 이 법은기업들에게 이를 준수하기 위한 2년의 유예 기간을 부여했다.

### 프랑스
프랑스는 유럽 연합과는 조금 다른 접근을 취했는데, 제조사들이 수리 가능성 평가 체계에 기여하도록 요구하는 요건을 도입했다. 이 시스템의 범위는 현재 제한적이며 결과는 아직 감사되지 않았지만, 감사와 확대가 예상되고 있다. 이것의 목표는 소비자들이 구매 전에 수리 가능성을 고려할 수 있도록 하는 것이다. 이는 삼성의 경우에 이전에 널리 알려지지 않았던 수리 문서의 공개로 이어졌다.

### 미국

#### 일반적인 배경지식
수리권 개념은 일반적으로 미국에서 시작되었다. 이 용어를 사용한 최초의 출판물은 2003년 자동차 산업에서 나왔다. 미국 의회에서 입법을 통과하려는 반복된 시도들도 있었다. 자동차 산업에서는 2012년 매사추세츠 주가 미국 최초의 '모터 차량 소유자의 수리권법'을 통과시켰는데, 이 법은 자동차제조사들에게 자신들의 딜러쉽에 독점적으로 제공하는 서비스 자료 및 진단 자료를 소비자나 독립 수리점에도 판매하도록 요구했다. 매사추세츠 법은 다른 주들도 이와 유사한 법안을 통과시켰는데, 뉴저지 주도 그중 하나였다. 약간 다른 요구사항의 가능성을 고려해 전국적으로 모든 주에서 2018년부터시작되는 2018 자동차 연도를 기준으로 매사추세츠 법을 기반으로 자동차 산업의 주요한 단체들이 2014년 1월에 메모랜덤 오브 언더스탠딩을 체결했다. 도로트럭에 적용되는 유사한 합의가 상업 차량 솔루션 네트워크에 의해 이뤄졌다.

#### 디지털 권리 수리 연합
2013년에 공식적으로 설립된 디지털 수리권 연합인 디지털 Right to Repair Coalition, 또는 Repair Association으로도 알려진 단체는 웹사이트repair.org을 사용하고 있으며, 미국의 거의 모든 주에서의 입법 노력을 주도하고 전 세계적으로 유사한 관심 단체들의 형성에 영향을 미쳤다. 이 연합은뉴저지에 사무소를 두고 501 c6 거래협회로 설립되었으며, 회원 회비로 전적으로 자금을 지원한다. 연합의 목표는 기술 제품의 후원시장을 지원하면서 수리 친화적인 법률, 표준, 규제 및 정책을 주장하는 것이다. 따라서 산업에 관계없이 회원들은 수리, 재판매, 리퍼브 및 재구성, 재활용에 참여하고 있다.
자문 위원회 보관됨 2023-06-04 - 웨이백 머신의 연합원으로는 수리, 사이버 보안, 저작권법, 의학, 농업, 국제 무역, 소비자 권리, 계약, 전자 폐기물, 생태디자인 표준, 소프트웨어 엔지니어링 및 입법 세력의 산업 전문가들이 포함되어 있다.
2014년 1월에 연합은 SB.136(Latterell)로 사우스 다코타에서 첫 입법 행동을 제기했다. 2015년에는 뉴욕(S.3998 Boyle/A.6068 Morelle), 미네소타 (SF 873 Osmek/HF 1048 Hertaus), 매사추세츠 (H.3383 Cronin/S. Kennedy), 네브래스카 (LB 1072 Haar) 등 4개 주에서 이어졌다. 2016년에는 테네시 (SB888/H1382 Jernigan)와 와이오밍 (HB 0091 Hunt)이 추가되었다. 이어지는 2017년에는 노스캐롤라이나(HB663 Richardson), 캔자스 (HB2122 Barker), 일리노이 (HB3030 Harris), 아이오와 (HF556 and SF2028), 미주리 (HB1178 McCreery), 뉴햄프셔(HB1733 Luneau), 뉴저지 (A4934 Moriarty)에서 새로운 법안이 제출되었다. 2018년에는 오클라호마, 하와이, 조지아, 버지니아, 버몬트, 워싱턴이추가되었다. 2019년에는 오레곤, 네바다, 인디애나, 몬태나가 추가되었다. 2020년은 팬데믹으로 인해 단축되었지만, 메인, 아이다호, 알라바마, 메릴랜드, 펜실베이니아, 콜로라도가 추가되었다. 2021년에는 플로리다, 델라웨어, 텍사스, 사우스캐롤라이나가 포함되어 총 27개 주가 참여했다.

#### 주 법안의 입법 초점
주 법률을 위한 입법의 주요 포커스는 2014년의 자동차 MOU를 기반으로 디지털 전자 부품을 포함한 장치의 일반 수리에 대한 주 상업 법의 권력을 사용하는 것이다. 템플릿 입법은 문서의 형식, 기존 부품, 도구, 진단 또는 정보의 전달 방법을 변경해야 하는 요구사항, 또는 비밀 유출을 요구하는 어떠한 요구사항도 포함하지 않았다. 제조사는 물리적인 부품과 도구에 공정하고 합리적인 가격을 부과할 수 있으며, 이미 온라인에 게시된 정보에 대한 요금은 제한된다.
연합은 주 법률이 많은 수리를 널리 가능하게 할 것이지만, 디지털 저작권 관리('DRM')와 소프트웨어 잠금에 의해 제한되는 부분에 대한 디지털 저작권법의개정이 필요하다고 주장한다.

#### 반대
이 연합에 대한 반대 로비는 주로 4대 산업 - 소비자 기술, 농업, 가정용 가전제품 및 의료 장비에서 일어났다. 기술 산업은 TechNet, Consumer Technology Association(CTA), Entertainment Software Alliance(ESA), Security Innovation Center를 통해 반대로 로비를 진행해왔다.
대형 장비 제조업체들은 농업 및 건설을 통해AEM(Association of Equipment Manufacturers)과 이와 관련된 Equipment Dealers Association을 통해 로비를 진행했다. 의료 기기 제조업체들은 Advamed와 MITA를 통해 반대에 나섰다. 여러 주에서 의료 기기를 제외한 예외를 두었지만, 일부 주에서는 코로나 팬데믹으로 인해 병원이 장치의 수리를 얼마나 효과적으로 제어할 수 있는지에 대한 의문이 제기되며 특정한 의료 장비를 대상으로 했다.
의료기기 제조사들은 Advamed와 MITA 협회를 반대하여 사용했다. 몇몇 주에서는 뉴욕, 매사추세츠, 미네소타 등 법률에서 의료 기기를 면제할 수 있었지만, 다른 주에서는 전염병으로 인해 의료 기기에 대한 의문이 제기됨에 따라 아칸소(SB332가 상원에서 통과됨)와 캘리포니아(SB605)의 의료 기기를 특별히 대상으로 삼았다. 병원이 중요 기반시설의 수리를 얼마나 효과적으로 통제할 수 있는지가 중요했다. 캘리포니아 법안은 세출위원회에서 보류되기 전에 두 개의 참고 위원회에 의해 승인되었다.
홈 가전 산업은 홈 가전 제조업협회(AHAM)를 통해 대변되었다. 장난감 산업 협회와 야외 전원 장비 산업(OPEI)과 같은 소규모 단체들도 Security Innovation Center 그룹의 일부로 공식적으로 반대에 나서왔다. 2021년 현재 홈 가전에 특화된 법안을 고려한 것은 뉴햄프셔 주만이다.
2022년 5월 19일, 캘리포니아의 '수리 권' 법안인 SB 983가 캘리포니아 주 상원 예산위원회에서 막혔다.

#### 연방 조치
Coalition 멤버인 iFixit과 전자 프론티어 재단(EFF)을 주도로, 연합은 2015년 이후로 3년마다 섹션 1201("반외벽")에 대한 저작권 면제 요청에 꾸준히 참여했으며, 트랙터, 컴퓨터 및 휴대 전화에 대한 손댈 수 있는 면제 요청을 포함했다. 미국 의회는 2016년에 저작권 관리자에게 소프트웨어 기능 제품으로 인한 수리 제한에 대한 분석을 요청했고, 2017년에는 섹션 1201의 영향에 대한 보고서를 요청했다. 연합 구성원들은 이에 광범위하게 참여하고 널리 인용되었다. 2018년 라운드에서는 "육상 기반 모터 차량"에 대한 소프트웨어 수정 면제가 변경되어 장비 소유자들이 변경에 도움을 주기 위해 제3자 서비스를 이용할 수 있게 확대되었다. 이러한 변경 사항은 미국 농부 연맹에서 지지 받았다.
2020년 8월, 오리건 주 의원 Ron Wyden (D-OR)과 뉴욕 주 의원 Yvette Clarke (D-NY)가 특히 호흡기를 위한 장치의 가용성을 고려하여 의료 '수리 권' 법안을 첫 제출했다. 매뉴얼 및 서비스 자료 접근 뿐만 아니라 법안은 팬데믹 기간 동안 예비 부품 제작을 관리하는 특허법 규정을 해제한다.
2021년 6월 21일, 뉴욕 주 의원 Joseph Morelle (D-NY)가 뉴욕 주 의회 지도자로서의 경험과 뉴욕 주 의회 지도자 시절 디지털 공정 수리 법안을 주도한경험을 바탕으로 연방 의회에 공정 수리 법안을 제출했다. 이 연방 법안은 주 버전과 밀접하게 유사하다.
2019년 7월, 연방 무역 위원회(FTC)는 "Nixing the Fix" 워크숍을 개최했다. 위원들은 여러 전문가 패널에게 직접 증언을 제공하도록 초대했으며, 모든 이해 관계자들에게 FTC에 직접 피해 증거 또는 조치 정당화를 제공할 것을 요청했다. 2년 가까운 연구 끝에 2021년 5월 6일 FTC의 의회 보고서에서, 수리 제한에대한 적은 증거를 제공했으며, 이로 인해 소비자에게 혜택이 없다는 결론을 도출했다.
바이든 행정부는 2021년 7월 6일 FTC와 농업부에게 소비자와 농부 모두에게 수리에 대한 접근성을 크게 개선하도록 하는 행정 명령을 발표했다. 그 후, FTC 의장 Lina Khan은 FTC 위원회가 수리 권을 정책 목표로 채택하기로 투표한 두 가지 공개 위원회 행사를 개최했다.

#### 추가적인 고려 사항
특히 연방 정부와 주별 단체들 사이에 많은 움직임이 있었다.  홈 가전 산업을 대표하는 홈 가전 제조업협회(AHAM)부터 장난감 산업 협회, 야외 전원 장비산업(OPEI)과 같은 소규모 단체들까지 말한다. 실제로 미국의 다양한 단체들이 이 문제에 관여해왔다. 뉴햄프셔 주는 홈 가전에 특화된 법안을고려하고 있을 뿐이었다.
Time 에 따르면 Apple, John Deere, AT&T 와 같은 회사는 이러한 법안에 반대하는 입장으로 활동을 했으며 이 문제의 양측에 첨단 기술 및 농업 분야의 "이상한 수상한 동료"를 많이 만들었다.
2017년 말, Apple, Inc.의 구형 iPhone 모델 사용자는 휴대폰 운영 체제인 iOS의 최근 업데이트가 의도적으로 휴대폰 속도를 제한하고 있다는 증거를 발견했다. 이로 인해 많은 사람들은 Apple이 고객이 새 모델을 더 자주 구매하도록 강요하기 위해 의도적으로 구형 iPhone의 성능을 방해한다고 비난하기도 했다. Apple은 이러한 가정된 의도에 대해 이의를 제기하면서 소프트웨어의 목표는 시간이 지남에 따라 성능이 저하된 오래된 리튬 이온 배터리에 과도한 부담을 주지 않고 휴대폰이 예기치 않게 종료되는 것을 방지하는 것이라고 밝혔다. 또한 Apple은 사용자가 iOS 업데이트에서 배터리 조절 기능을 비활성화할 수 있도록 허용했지만, 조절 기능은 배터리 성능이 크게 저하된 경우에만 작동하기 때문에 그렇게 하는 것은 바람직하지 않다고 주장했다. 또한 Apple은 이러한 영향들을 받은 iPhone 사용자가 향후 6개월 동안 서비스 비용을 절감하기 위해( US$29 에서 US$79 로) 휴대폰 배터리 교체 서비스를 받을 수 있도록 허용하는 정책도 시행했다. 그러나 '수리권' 운동은 애플이 소비자에게 타사 배터리를 구입하고 이를 소비자에게 더 낮은 비용으로 교체할 수 있는 지침을 제공할 수 있도록 허용했다면 그러한 시나리오는 처리될 수 있었다고 지적했다.
2018년 4월, 미국 연방거래위원회는 자동차, 가전제품, 비디오 게임 콘솔 제조업체 6곳에 통보를 보냈다. 나중에 미국 자유정보청구법 요청을 통해 밝혀진 내용에 따르면 현대, Asus, HTC, 마이크로소프트, Sony, Nintendo 등이 해당된다. 이 통보에 따르면 이들의 보증제도가 매그너슨-모스 보증법을 위반할 수 있다는 내용이었다. FTC는 특히 제조업체가 무상 보증 서비스나 교체 부품을 제공하는 경우에만 보증 스티커나 포장 봉인을 깨거나, 타사 교체 부품을 사용하거나 타사 수리 서비스를 이용할 시 보증이 무효화된다고 소비자에게 알리는 것은 속임수로 규정했다. 이 통보 이후 Sony와 Nintendo는 업데이트된 보증 성명을 발표했다.
2018년 4월, 미국 공익연구그룹은 컴퓨터 수명을 연장하기 위해 '복구 디스크'를 제작한 것에 대해 Eric Lundgren을 변호하는 성명을 발표했다.
미국 의회 도서관은 디지털 저작권 관리법(DMCA)에 대한 예외 조항을 세 달간 재검토한 결과, 2018년 10월에 자동차, 스마트폰, 가전제품에서의 저작권보호 메커니즘 우회를 허용하는 예외 조항을 승인했다. 이는 해당 기기를 유지하거나 수리하기 위해 보증 스티커나 봉인을 깨거나, 타사 부품을 사용하거나 수리 서비스를 이용하는 것이 가능하다는 내용이다. (틀:Federal Register) 2021년 권고사항에서는 자동차, 보트, 농업 차량, 의료 장비를 포함한 기기에 대한 우선적인 수리 권리가 포함되었으며, 이전 소비자상품과 관련된 규칙도 수정되었다.
대통령 선거 캠페인 중인 엘리자베스 워렌 상원의원은 2019년 3월 농업과 관련된 입법과 관련하여 농기구의 수리 권리를 확인하는 입법안을 발표하며 전자기기에 대한 확장을 고려하고 있다는 의도를 밝혔다.
2019년 8월, 애플은 독립 수리 상점이 공식적인 애플 제품 교체 부품을 구입할 수 있는 프로그램을 발표했다. 여러 업체가 이 "IRP(독립 수리 공급자)" 프로그램에 참여했지만 법적 부담 때문에 많은 소규모 수리 업체들은 이 선택을 피했다.
```
공인 IRP 공급자 목록을 확인할 수 없어 채택 수준을 평가하기 어렵다.
```

COVID-19 팬데믹 도중 의료 장비가 많은 병원에서 필수적인 상황에서, iFixit과 자원봉사자 팀은 병원과 의료 기관들로부터 모은 정보를 사용하여 의료 장비에 대한 최대 알려진 매뉴얼 및 서비스 안내서 컬렉션을 발표하기 위해 노력했다. 그들은 Frank's Hospital Workshop에서 발견된 모든 자료를 포함하여 이를 보다 직관적인 검색 도구로 더 넓게 확장했다. iFixit은 소비자 전자제품과 마찬가지로, 비정규 수리가 어려운 비용이 많이 드는 의료 장비들이 비상 상황인 팬데믹에서는 허용되지 않았던 공식 수리 프로세스가 필요했던 점을 발견했다.
2020년 8월 6일, 로널드 와이든 상원의원과 예벳 클락 하원의원은 2020년 의료 인프라 중요수리 권리법을 발의했다. 이 법안은 의료 전문가들이"COVID-19 지원"을 더 쉽게 만들 수 있는 장치를 수리하려 할 때에도 저작권법에 따른 책임을 면제하는 데 초점을 맞추고 있다.
연방무역위원회(FTC)는 2021년 5월 "수리 제한 해소"라는 보고서를 의회에 발표하여 기업들이 거래법을 위반하는 것으로 간주한 소비자 상품의 수리에 대한 기업 정책 문제를 개요로 설명하고, 이를 더 잘 시행하기 위한 단계를 제안했다. 이는 관련된 산업의 자체 규제뿐만 아니라 매그너슨-모스 보증법 등 기존 법률의 확대 또는 소비자를 과도하게 제한하는 기업으로부터 보호하기 위한 FTC의 더 나은 시행을 위한 새로운 법률을 포함한다. 2021년 7월 9일, 조 바이든 대통령은 '미국 경제에서의 경쟁 촉진'을 목표로 한 14036번 행정명령서를 서명했다. 이 명령에는 특허상의 오너들이나 독립 수리점에서 수리를 제한하는 기업으로부터 소유자 또는 독립 수리점에서 할 수 있는 수리 종류를 제한하는 것을 방지하기 위한 FTC의 규칙을 만들도록 지시하는 내용도 포함되어 있다. 이명령서 이후 약 2주 후, FTC는 비록 찬성표가일치했지만, 정책으로서의 수리 권리를 강화하고 독립 수리점에서 수행할 수 있는 수리 작업 유형을 제한하는 기업에 대해 조치를 취할 것임을 공표했다.
2021년 11월, 애플은 소비자들이 애플 제품의 부품을 주문하고 수리할 수 있게 될 것이라고 발표했다. 초기에는 iPhone 12 및 13 기기로 시작했으나이후 맥 컴퓨터까지 확대할 계획이다. 미국 고객을 대상으로 한 iPhone 12 및 13 서비스는 2022년 4월 27일부터 이용 가능했으며, 맥 서비스는 2022년 8월 22일부터 제공되었으며 "올해 나중에" 유럽 및 다른 국가로 확대할 예정이다. 애플에 따르면, "고객들은 이러한 부품, 도구 및 매뉴얼에 액세스할 수 있는 5,000개 이상의애플 인증 서비스 공급자(AASP)와 3,500개 이상의 독립 수리 공급자들에 합류했다", 더 나아가 "미국에서는 10명 중 8명의 애플 고객이 인증 서비스 공급자로부터 20분 이내 거리에 위치하고 있다"고 밝혔다. 이 프로그램에 대한 반응은 엇갈린다. 라이트 투 리페어를 옹호하는 루이스 로스만(Louis Rossmann)과 같은 사람들은 프로그램이 옳은 방향으로 나아가는 것이라고 말하지만, 특정 부품의 누락과 부품 주문 전에 일련 번호를입력해야 한다는 점을 비판했다.

## 참조
- 수리 카페
- 루이스 로스만
- 수리 가능성
- 전자 폐기물
- 회수(Takeback), 판매자나 제조업체가 수명이 다한 제품의 반품을 수락하는 경우
- 환경을 위한 디자인